# Clarkston (Écosse)
Clarkston est une ville dans l'East Renfrewshire en banlieue de Glasgow, en Écosse.

## Géographie
À 55°47′9″N 4°16′32″O (55,785°, −4,276°), Clarkston est situé dans les Central Lowlands (basses terres centrales) de l'Écosse. Elle se trouve à 7,6 km à l'est de Barrhead, à 6,3 km au nord-ouest d'East Kilbride et à 9,0 km au sud de Glasgow. Le territoire de Clarkston est contigu à Glasgow et fait partie du Grand Glasgow, la cinquième plus grande agglomération du Royaume-Uni.
Clarkston connaît un climat maritime tempéré, comme la plupart des îles britanniques, avec des étés relativement frais et des hivers doux. Des précipitations régulières mais généralement légères se produisent tout au long de l'année.
Clarkston est un district postal de Glasgow, dans la zone du code postal G. Clarkston se compose presque entièrement du district de code postal G76, qui s'étend également au-delà des limites de la ville pour inclure les communes voisines Busby, Carmunnock, Eaglesham, Waterfoot, Millhall et de petites parties d'East Kilbride.